# 첨단대우이안
첨단대우이안(영어: Cheomdan Daewoo Iaan)은 대한민국 광주광역시 북구 용두동에 위치한 지역주택조합 아파트 단지다.